# Samoana conica
Samoana conica és una espècie de mol·lusc gastròpode pertanyent a la família Partulidae endèmic de la Samoa Nord-americana. És terrestre i viu als boscos.

## Morfologia
- Fa 24-26 mm d'alt i 16-17 mm d'ample.
- És molt similar a Samoana canalis però se'n distin veəkgeix d'aquell (de color marró) pel seu color pàl·lid.[2]